# شهرک صنعتی جنت‌آباد
شهرک صنعتی جنت‌آباد یک آبادی در ایران است که در دهستان ایوانکی واقع شده‌است. شهرک صنعتی جنت‌آباد ۵۶ نفر جمعیت دارد.